# 弧矢增十三
船尾座16，又名BD-18 2190，HD 67797、SAO 153890、HR 3192，是船尾座的一颗恒星，视星等为4.4，位于銀經239.04，銀緯7.4，其B1900.0坐标为赤經8h 4m 33.7s，赤緯-18° 7.4′ 8″。